# 스텝 (지리)

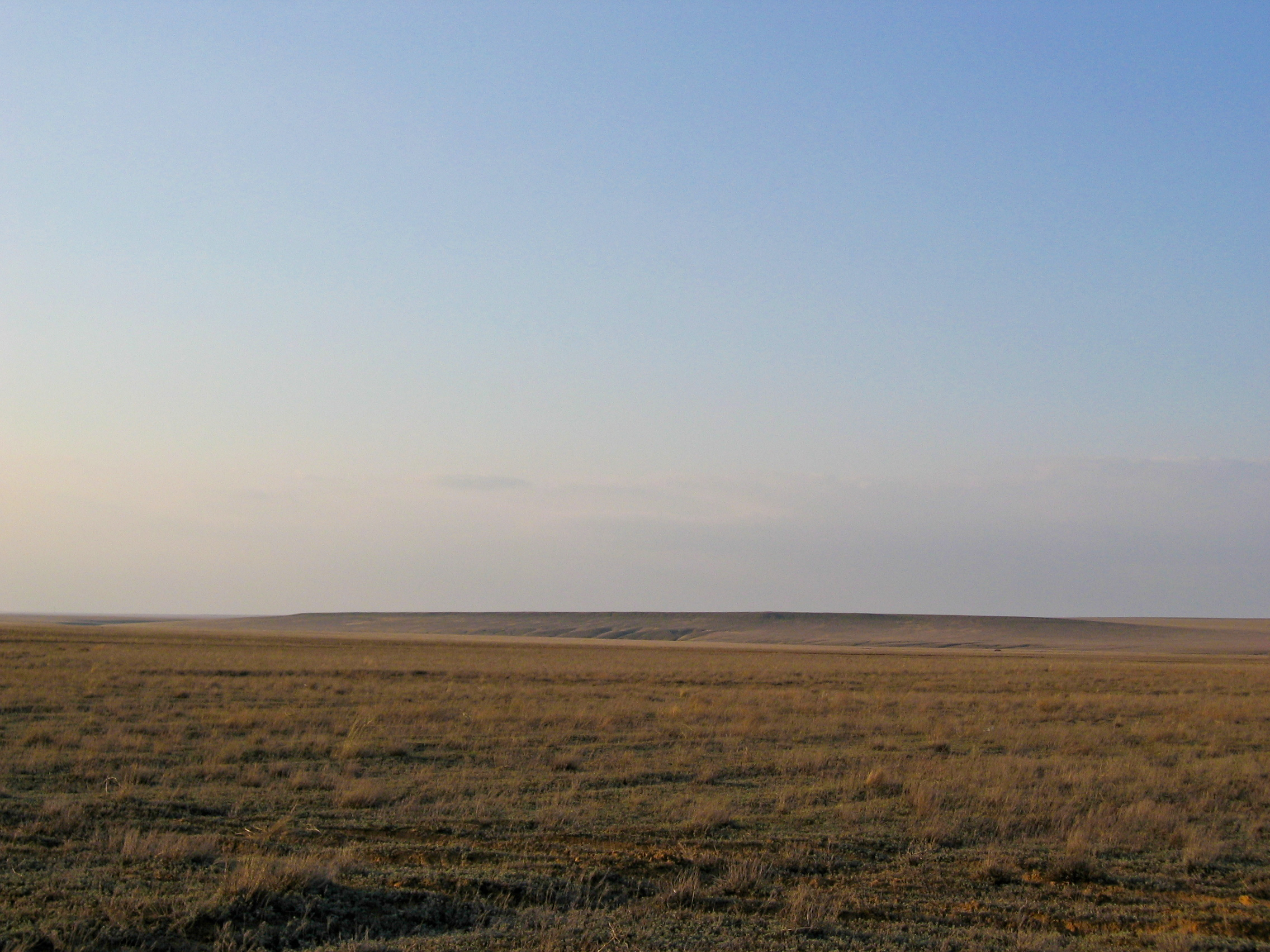
초봄 카자흐스탄의 스텝 모습

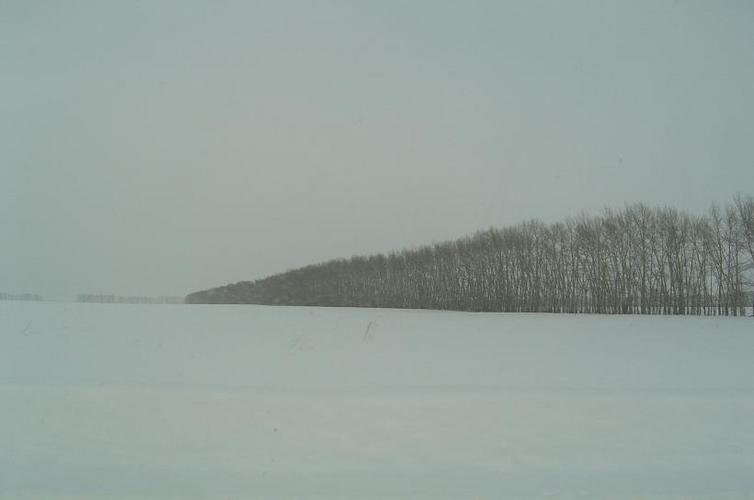
시베리아의 스텝

스텝(Steppe)은 자연지리학에서 강과 호수와 멀리 떨어져 있고, 강이나 호수 주변을 제외하고는 나무가 없으며 풀만 자라는 평야를 의미한다. 스텝은 초원과 유사하지만, 후자가 일반적으로 길다란 풀들이 자란 평야를 뜻하는 반면, 전자는 짧은 풀들이 자란 평야를 의미한다. 스텝은 계절과 위도에 따라, 반(半)사막 지대이거나, 벼과 식물과 관목이 덮인 지대일 수 있다.
이 용어는 기후를 설명하는 데에도 사용된다. 이 때의 스텝은 "숲이 자라기엔 건조하지만, 사막이라고 하기엔 습한 기후"를 일컫는다. 중위도 스텝의 특징은 "뜨거운 여름과 추운 겨울 그리고 250~500mm의 연강수량"으로 요약할 수 있다. 한편, 열대 스텝이 사막 기후와 다른 점은 열대 스텝의 강수량이 증발산량의 1.5배가량 된다는 것이다.

## 스텝에서 사는 동식물
이 곳 식물의 길이는 30~50cm이다. 자라는 식물로는 "Blue grama(목초의 일종)", "Sweet grass(단맛 있는 사료용 풀)", "선인장", "Sagebrush(쑥의 일종)", "Spear grass(벼의 일종)", "해바라기의 친척 뻘되는 작은 풀" 등이 있다.
살고 있는 동물로는 "코르사크 여우(Corsac Fox)", "모래 쥐(Meriones unguiculatus)", "영양(Saiga Antelope)", "스라소니(Lynx lynx)", "세이커 매(Saker Falcon)" 등이 있다.

## 위치

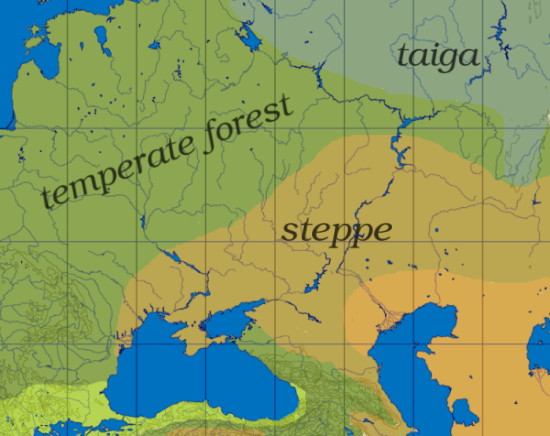
흑해-카스피해 스텝은 드네프르강에서 우랄산맥에 이른다(동경 30~55도). 남쪽으로는 흑해, 캅카스산맥과 만나고, 북쪽으로는 온대림과 타이가와 만난다(북위 45~55도).

지구에서 가장 넓은 스텝은 러시아 남부와 중앙 아시아 이웃 나라에 위치한 "흑해-카스피해 스텝(Pontic-Caspian steppe)"으로 알려져 있다. 이 스텝은 동쪽의 우랄산맥과 카스피해에서 서쪽의 우크라이나까지 이르고, 카스피해 동쪽으로는 투르크메니스탄, 우즈베키스탄, 카자흐스탄, 알타이산맥, 코페트다크산맥, 톈산산맥까지 이른다. 이 스텝의 북쪽에는 서시베리아 평원의 타이가가 있다.
그 밖에 사헬, 미국 중부, 캐나다 서부, 브라질 북동부(Sertão), 티후아나, 사라고사(Zaragoza)도 스텝이다.

## 같이 보기
- 평야
- 초원
- 사바나
- 초지
- 목장
- 툰드라